# Resicabánya
Resicabánya, az 1900-as évekig Resica (románul: Reșița, hagyományos helyi ejtés szerint Recița, németül: Reschitz vagy Reschitza, szerbül: Решица, csehül: Rešice) municípium Romániában, a Bánátban. Krassó-Szörény megye székhelye.

## Fekvése
Temesvártól 106 km-re délkeletre, a Berzava mentén tizenöt kilométer hosszan és annak mellékvölgyeiben fekszik. A felszínrajzi viszonyok, nyugatról a Dognácskai-hegységhez, délkeleten a Szemenik-hegységhez tartozó hegyek több részre osztják. A város körbeveszi a Kereszthegyet (Kreuzberg, Dealul Crucii), amelynek északi oldali sziklafala egy korábbi kőfejtő maradványa.

## Nevének eredete
Neve a 'folyócska' jelentésű délszláv rečica szóból ered. Először egy 1554-ben felvett defter említi, (modern török átírásban) Rıčiča alakban. Ezután 1569-ben Recsica, 1673-ban Reszinitza, 1690-ben Resicza, 1779-ben Oláh Resicza, 1799-ben Olah Repsicza, 1828-ban Valach Resitza. A külön közigazgatású falu ezután a Románresica, majd 1909-től egy-két évig a Resicafalu nevet is viselte. A mellette létrejött ipartelep először 1771-ben Retsiza, 1799-ben Német Repsicza és 1828-ban German Resitza. A Resicabánya nevet még Románresicával való egyesítése előtt vette fel.

## Története

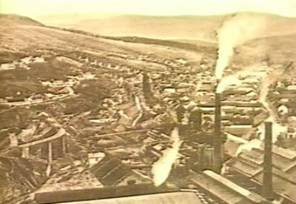
Resicabánya a 20. század elején

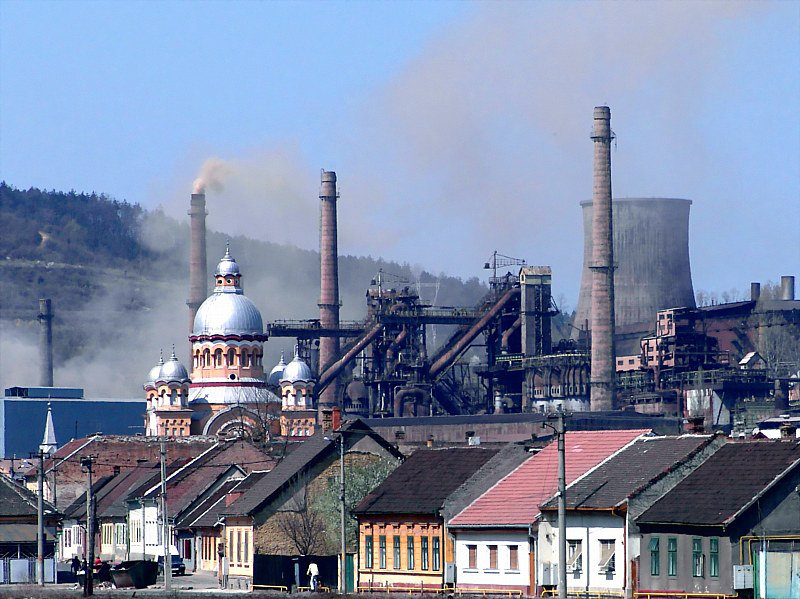
A németresicai Istenanya Elszenderülése ortodox templom, kéményekkel

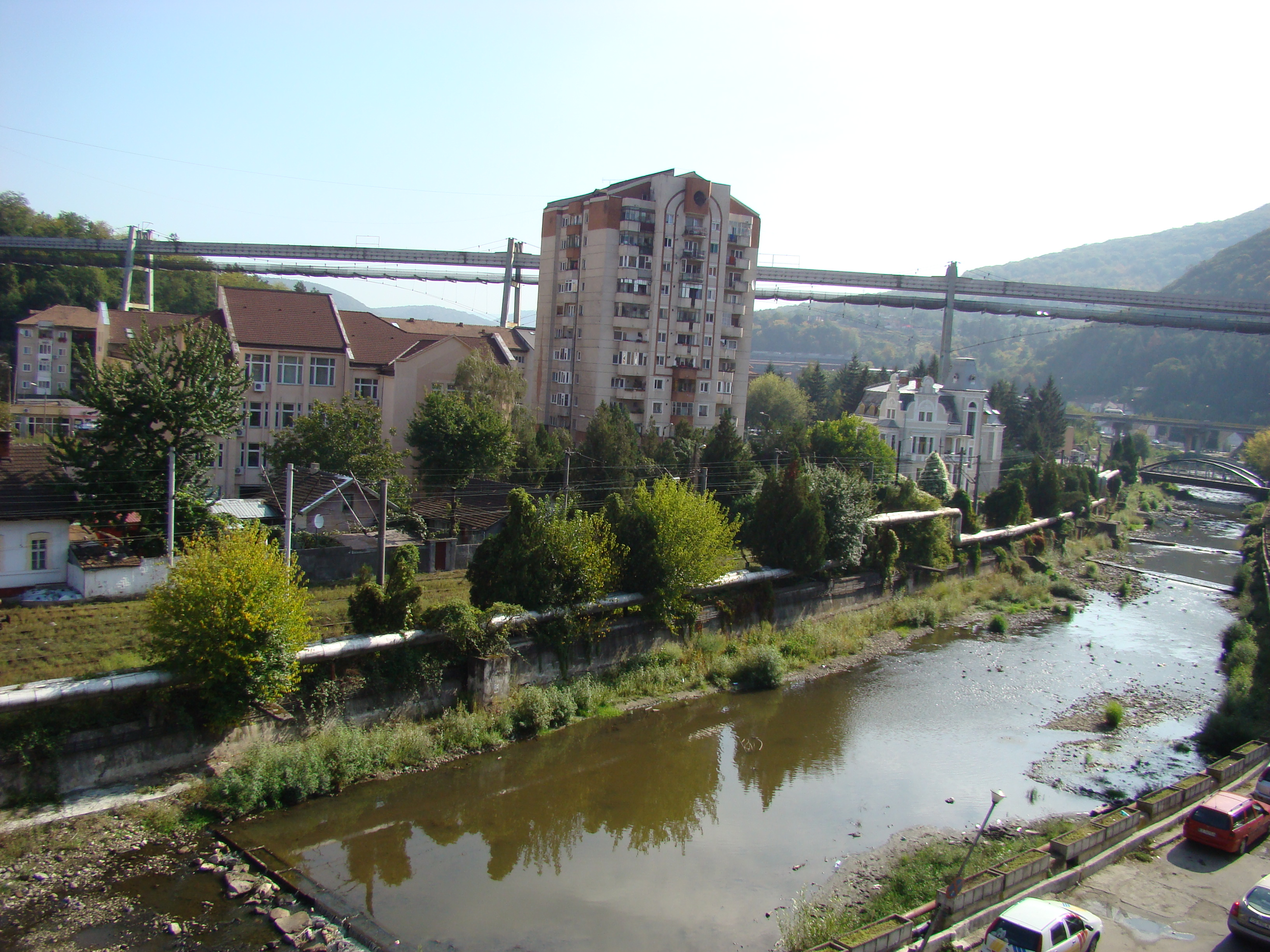
A Berzava, jobboldalt a Koch-villával

A Hegyi Bánát Múzeuma

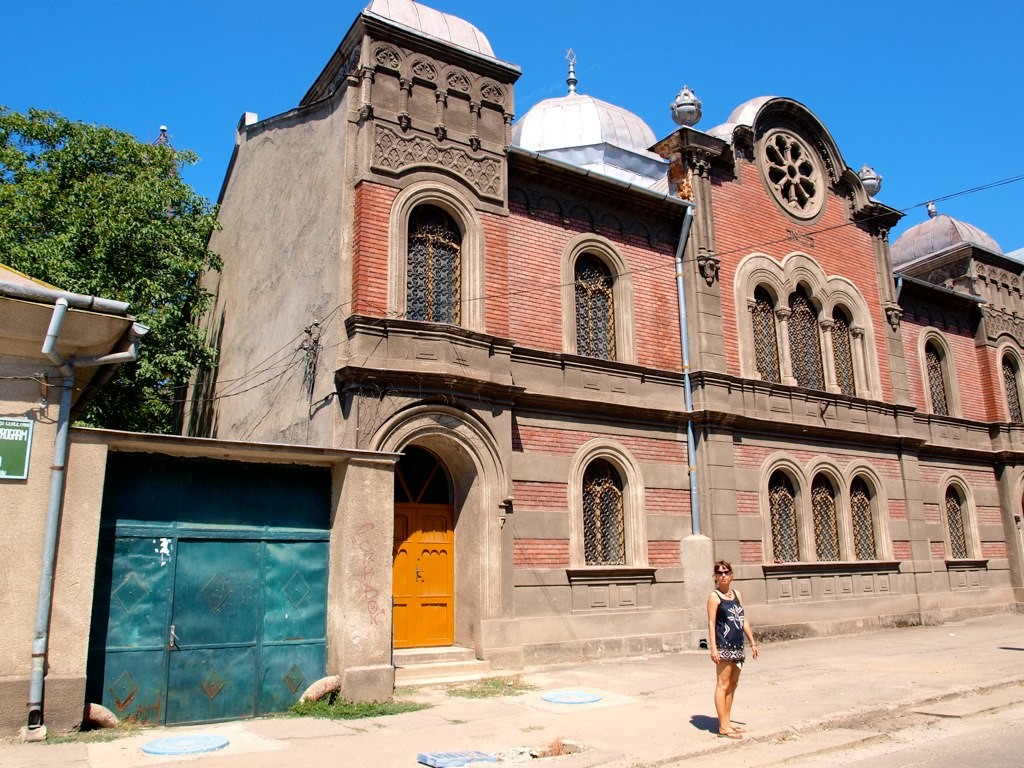
A zsinagóga

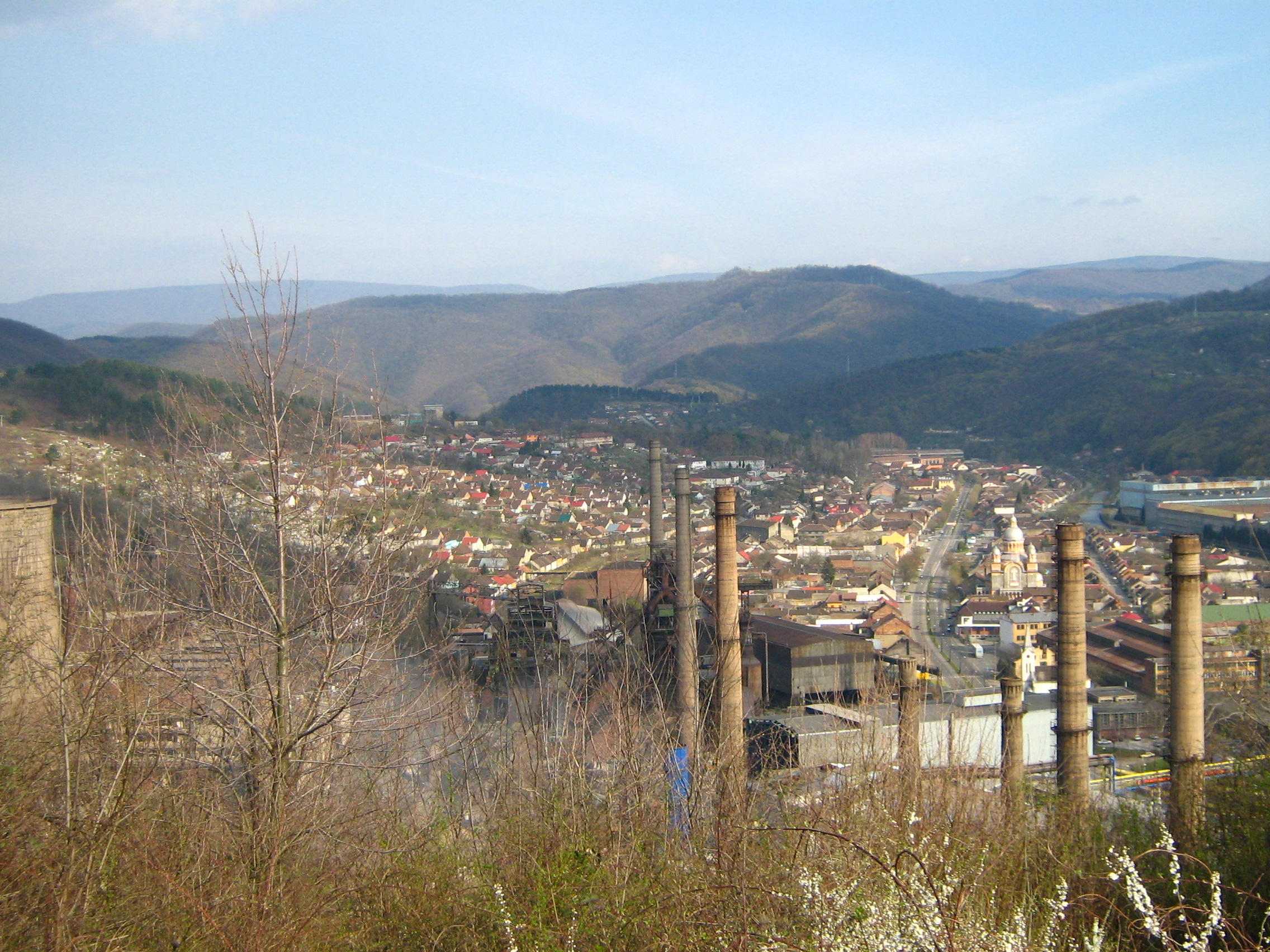
A Muncitoresc ('Munkás') városrész az egykori Németresicán

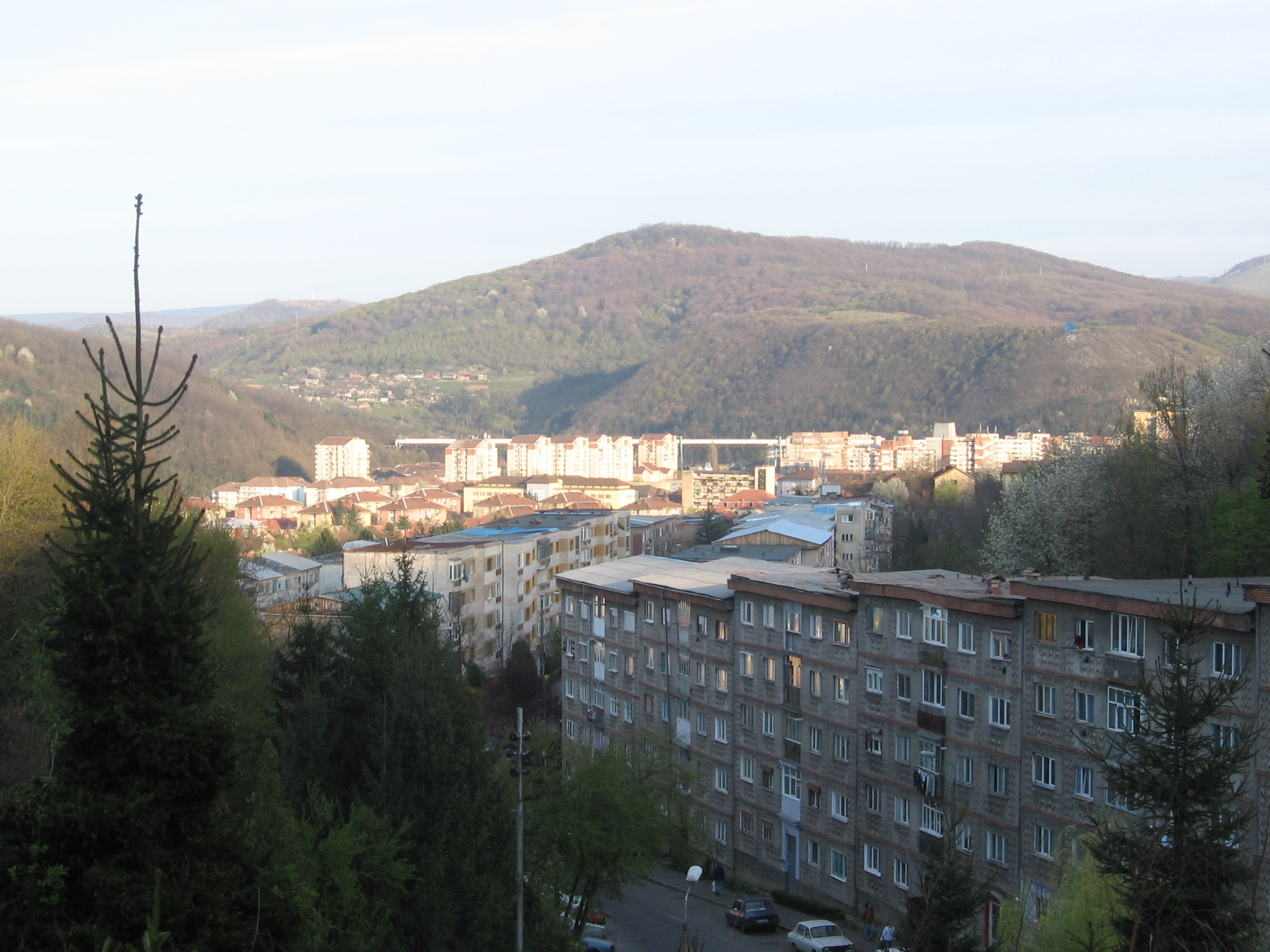
A Morásza negyed

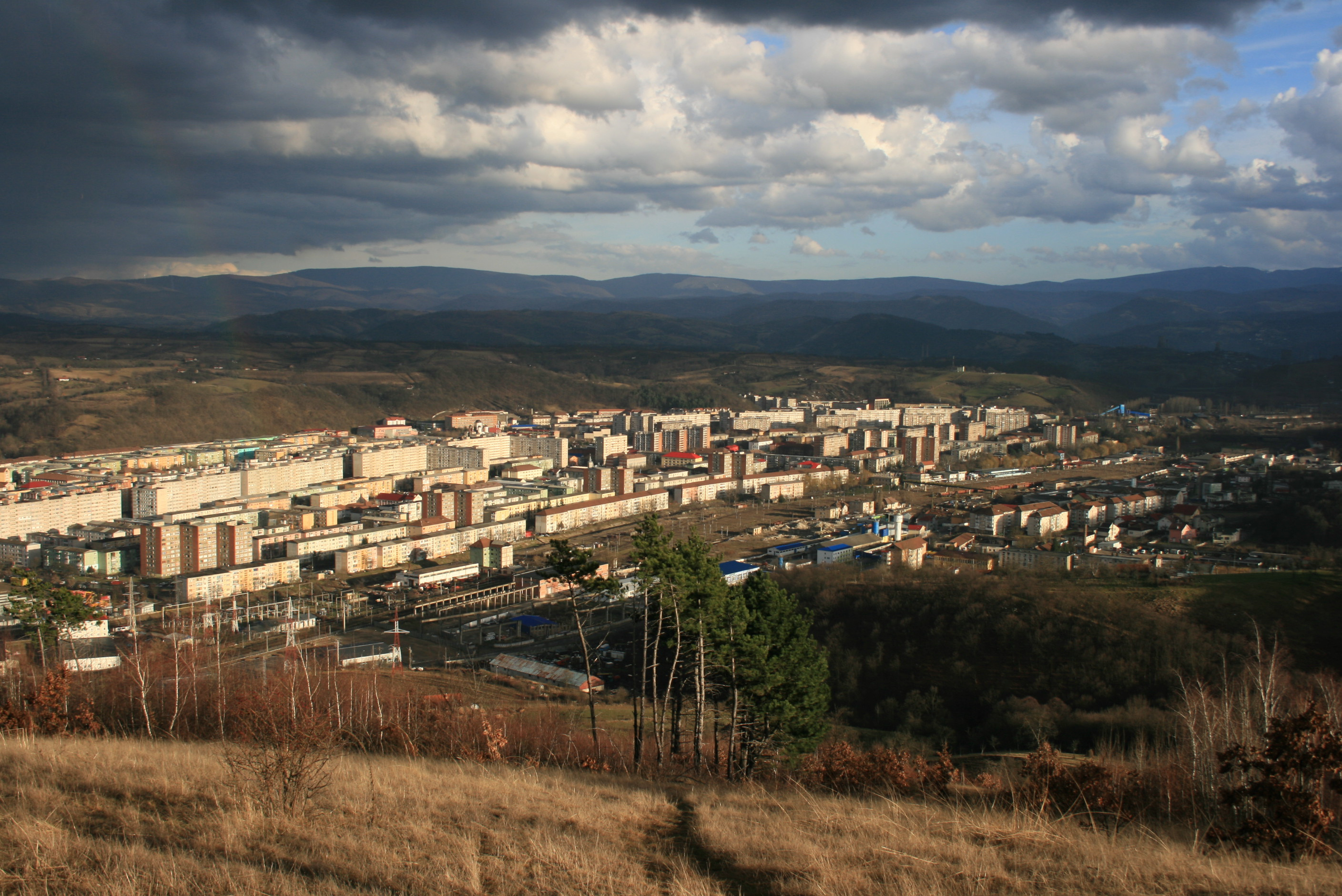
Govondár, a város északi része

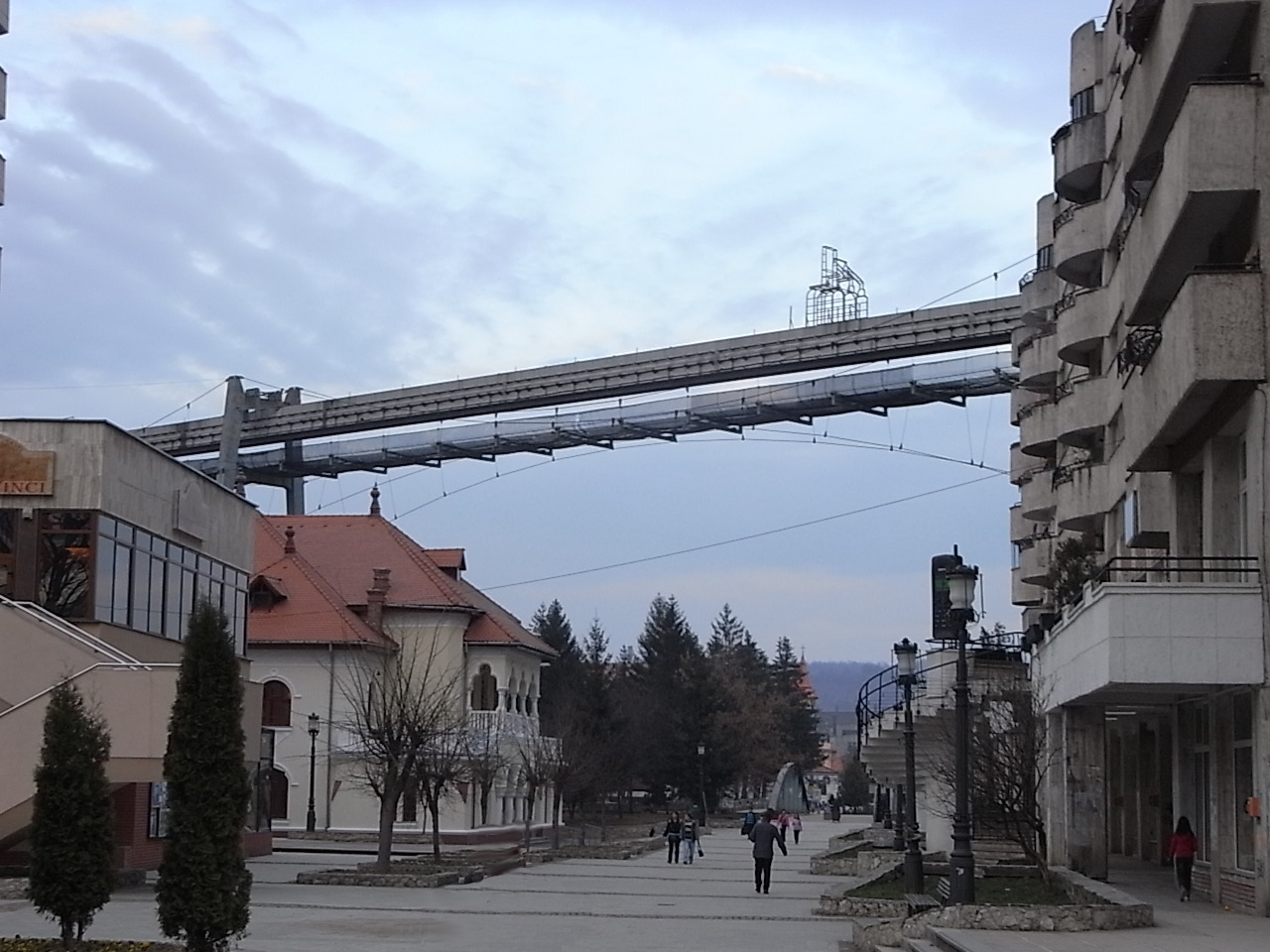
A drótkötélpálya

Valószínűleg határában állott az először 1370-ben említett Borzafő vára, amely a 15. században kiváltságolt román kerület székhelye, 1429–35-ben a Német Lovagrend birtoka volt. Morásza negyed fölött, az egykori Ogășele határrészben 14–16. századi templom és torony alapfalait ásták ki.
A Török hódoltság után, 1717-ben a mai városközpont helyén fekvő későbbi Románresica (Kameral-Reschitz) 62 házból állt. A kormányzat 1718 és 1723 között elkezdte a rézbányászat és -kohászat fejlesztését, ekkoriban a tiroli Schwaz és Kitzbühel környékéről, Szomolnokról, Selmecbányáról, Besztercebányáról és Möllersdorfból érkezett bányászok, kohászok és mesteremberek dolgoztak itt. Az 1738-as török háborúban elpusztult.
1757-ben húsz románresicai családot telepítettek a mai gyár területére, akik a bogsáni üzemnek égettek faszenet. Itt, Románresica fölött a kamara 1769–71-ben megalapította Resicabányát (Németresicát). Első lakói Salzkammergutból, a stájerországi Aussee vidékéről és Bogsánból érkeztek, ők kezdték meg az üzem építését. Hozzájuk 170–180 környékbeli román férfi, majd 1776-ban 71 ausztriai német család csatlakozott. Első két, hét m³-es vasolvasztóját, a Franciscust és a Josephust 1771-ben helyezték üzembe, és a Berzava vizét elvezetve három és fél kilométer hosszú ipari csatornát építettek. (Ma ez a Schmelzgrabennek nevezett csatorna teljes egészében le van fedve, csupán beömlése látható.) Az új telep katolikus lakóit 1785-ig a ferencesek gondozták. 1776-ban szervezték római katolikus plébániáját és iskoláját. Üzemeit ugyanekkor az oravicai bányaigazgatóság felügyelete alá helyezték. 1779-ben, az úrbéri rendezéskor 490-en lakták.
Az üzemeket 1781-ben, a fűtőanyag-ellátás biztosítására harmincezer hektárnyi erdőbirtokkal látták el. 1785 és 1803 között a Berzaván úsztatták, majd Ferencfalváról tengelyen szállították a fát. 1783-ban évi két országos vásár tartására kapott szabadalmat. 1789-ben a törökök által kifosztott Oravicáról ide helyezték át a bányásziskolát. A Nápolyi Királyság 1793-ban húszezer gránátot rendelt a resicai üzemektől, amelyek ettől kezdve folyamatosan foglalkoztak hadianyaggyártással.
1793–98-ban sok olténiai román költözött be, akiket a korábbi lakosok țărannak neveztek el. A vaskohászathoz kötődő szénégetéssel, favágással és fuvarozással foglalkoztak. A románresicaiakkal állandó háborúságban élő resicabányai románoknak a bányakincstár 1800-ban külön ortodox egyházat szervezett, ám templomuk csupán 1818-ban épült fel.
1805 és 1816 között három nagyolvasztót építettek. 1828-ban 1098 fő lakta, jogállás szerint 209 házas zsellér, 180 jobbágy, 22 szolga, 17 házatlan zsellér és 16 kézműves családfő. 1837-ben görögkatolikus parókiát alapítottak Románresicán, amelynek 1839-re épült fel a temploma.
Az üzemeket 1846-ban korszerűsítették és átállították a dománi és székuli szén használatára. A magyar korona országaiban először itt gyártottak ekkor gőzgépeket, az olvasztók fúvóberendezéseihez. Ugyanekkor lóvontatású üzemi vasút is épült. 1846–47-ben kétszáz (160 római katolikus és 40 evangélikus) szlovák családot telepítettek be főként Szepes és Liptó vármegyéből, házaikat a krassócseri dombok lejtőire építették fel.
1848 tavaszán a németresicaiak megalapították a nemzetőrséget („Bürger-Garde”). Az üzemet Szlávy József, Graenzenstein Gusztáv és Zsigmondy Vilmos teljes egészében a forradalmi csapatok hadianyag-ellátására alakították át. November elején, a határőralakulatok ellen körülárkolták a várost. November 15-én a Dodg százados vezette szerb határőrök támadást indítottak, de a helyőrség visszaverte őket. 17-én védelmi bizottsága már az ellenségessé vált tirnovai románok ellen kért segítséget, majd a 19-én ideérkező honvédszázaddal együtt megtámadták és felprédálták a falut. December 18-án a karánsebesi román határőrök Traian Doda vezetésével megadásra szólították fel. A vagyonosabb resicaiak hajlottak volna a megadásra, azonban a védekezés mellett kitartók (köztük Gheorghe Pocrean ortodox pap) kerültek többségbe. Az első támadást vissza is verték, de a 24-én ismét támadó sereg immár nemcsak hatalmas túlerőt képviselt (állítólag tíz-tizenkétezer főt számlált), de nagy helyismerettel is bírt, ugyanis egyik vezetője a városi nemzetőrség egykori kiképzője, Martin Rain volt. A határőrök másnap bevették a várost, az üzemeket felgyújtották, a védők részben Dognácskára, részben a krassován falvakba menekültek. A harcokban elesett Georg Herglotz nemzetőrparancsnok, a székuli szénbánya tulajdonosa. A 189 házból 143 leégett, és a rövidesen kitörő kolerában meghaltakon kívül 70 és 80 közötti halálos áldozatot számoltak össze.
Az üzemek helyreállításuk után 1851-től vasúti síneket is gyártottak. 1853-ban üzembe helyezték a Ferenc József altárnát, ezzel határában kezdetét vette a szénbányászat. Ugyanekkor ipari vasutat építettek Moravicára, 1856-ban Székulra. 1855-ben a bánsági iparvidék 1300 km²-es területével együtt az akkor megalakult StEG (1883-tól Osztrák–Magyar Államvasút-Társaság) kapta kilencven évre koncesszióba, amely Resicát szemelte ki bánya- és kohóművei központjává. A gyár továbbra is gyártott hadianyagot, egyben elkezdték újabb korszerűsítését. 1850-ben Cseh- és Morvaországból kb. száz családot, az osztrák tartományokból szénégetőket, 1857-ben a csehországi Rokycanyból 72 szénbányászcsaládot, az 1850-es–60-as években olasz kőfaragókat és kőbányászokat és francia hengergyári munkásokat költöztettek be. Resicabányát (Németresicát) 1858-ban a gyártól független községgé szervezték, első jegyzője a magyar Bíró Béla volt.
1859-ben üzembe lépett a tűzálló (samott-) téglagyár. 1860-ban létesült első gyógyszertára. 1862-ben kaszinót alapítottak benne. A szénszállítás céljára Domán felé 1864-ben kifúrták a 2772 méteres Ferenc József-alagutat, amelyen előbb ló, 1876-tól gőzmozdony vontatta szerelvények haladtak át. Resicai bejárata a mai mozdonygyárnál volt. (Ma már nem lehet végighaladni rajta, mert 1960-ban lezárták.) 1864-ben újrakezdődött a faúsztatás a Berzaván. Ferencfalvától délre indultak útnak a fatörzsek, amelyekből faszenet állítottak elő. Ekkor már öt, tizenhárom méter magas olvasztókemencéje működött. 1866-ban a StEG saját üzemi távíróvonalat épített ki Resica és Bécs között.
1868-ban itt adták át az első Bessemer-konvertert Magyarországon. 1869-ben jelent meg a Die Berzava című, német nyelvű hetilap első száma, amely egészen 1904-ig adtak ki. 1870-ben kezdődött meg Resicabányán az acél vasúti hidak gyártása, az első hidat a StEG Brünn–Stadlau-vonala számára készítették. 1871-től az acélsín-hengerműben vasúti síneket is gyártottak. 1874-ben itt készültek a Turnu Severin–Bukarest vasútvonal sínei.
1861-ben munkás önsegélyező egylet alakult benne. A helyi születésű Farkas Károly 1868-ban létrehozta a lassalle-iánus Allgemeiner Arbeitersverein helyi szervezetét. 1876-ban a Párizst megjárt Brodnyánszky János műbútorasztalos vezetésével megalakult az Arbeiter-Bildungsverein/Resicai Munkásönképző Egylet, amely alapszabályában is hangsúlyozta soknemzetiségű voltát. A hatóságok rövid úton betiltották az önképzőkört.
1872-ben itt gyártottak Magyarországon először gőzmozdonyt. A Resica belső használatra, keskeny nyomtávra készült, és a következő évben még két másik követte, a Bogsán és a Hungária. Ugyancsak 1872-ben alakult meg az egyesült evangélikus–református egyház, amelyből majd 1889-ben válnak ki és emelnek saját templomot a reformátusok. 1873-ban iparvasút épült Bogsánon át Vaskőig. A vasércet Vaskőn kívül még Delinyestről, Ohábicáról és Tirnováról szállítottak ide. 1875-ben 72 cseh család települt be. 1875–78-ban volt hivatalban Németresicán az első román bíró, Gheorghe Jianu.
1876-ban felépült az akkori Magyarország első Siemens–Martin-kemencéje és az ahhoz kapcsolódó hengermű, amely vasúti kerékabroncsokat gyártott. 1881-ben hatszáz munkás részvételével sztrájk zajlott le. 1882-ben kezdődött meg a vasúti hidak mellett a közúti hidak gyártása. Elsőként a szegedi Tisza-híd készült el, amely sajnos mára elpusztult. 1883–85-ben, kísérleti jelleggel megindult a villamosenergia-termelés. 1886-ban újraszervezték a kohászati iskolát, amelyet 1894-ben magyar nyelvűvé tettek, 1900-ban pedig új épületbe költöztettek (a mai Str. Furnalelor 13/b). Ugyancsak 1886-ban jelent meg először, majd az 1940-es évekig folyamatosan újabb lapja, a Resiczaer (később Reschitzaer) Zeitung. Ekkor már három nyomda működött Resicán (a Wunder, Stein és Weiß cégek). 1887-ben megalakult a helyi Magyarnyelv-terjesztő Egyesület. 1899 és 1918 között Resicai Lapok címmel magyar nyelvű hetilapja is megjelent.
Az 1890-es években a vas- és acélkohászati művek új nagyolvasztókat épített a négy régi helyett. A századvégen a gyár évi 45 ezer tonna nyersvasat termelt. 1896-ban Resicabánya (Németresica) határa 10 562 holdra terjedt ki, amelynek 86%-a volt erdő (főként bükkösök), 5%-a rét és 4%-a legelő. Majdnem a teljes terület a StEG tulajdonát képezte. Románresica 3976 holdas határának 27%-a volt legelő, 26%-a erdő, 21%-a rét és 11%-a szántó. Mivel a városnak nem volt földművelése és állattenyésztése, az élelmiszert a környező falvakból kellett beszereznie. 1897-ben létrejött a Resicai Első Takarékpénztár, majd 1899-ben a Resicai Népbank. 1900-ban rövid ideig hivatalosan jóváhagyott szakszervezet is működött Resicán (Reschitzaer Allgemeiner Arbeiter Gewerkverein, Tokárszky Bálint vezetésével), a rákövetkező évben azonban egy sztrájk ürügyén a hatóságok ezt feloszlatták, vagyonát elkobozták. 1905-ben felépült első nem nehézipari üzeme, a faszeszgyár (lepárló). 1907-ben Románresicán létrehozták a vasbetonépítési szakiskolát.
Mind Resicabánya, mind Románresica 1907-ben alakult kisközségből nagyközséggé. A két községet 1911-ben egyesítették, de az egyesült járási székhely akkor sem nyert városi címet. 1881 óta területe az egyesült Krassó-Szörény vármegyéhez tartozott. Az első világháború előtt négy szálloda működött benne. Ipari létesítményei ekkor a négy nagyolvasztó, a hídgyár, a gép- és lövedékgyár (amelyet 1889–91-ben helyeztek át a Berzava bal partjára), a hengermű, a falepároló, a samott-téglagyár és a villanytelep voltak. Ezek összesen mintegy 5800 munkást foglalkoztattak. Az utcákon állandó volt a füst, por és zaj. 1910-től fegyvereket is gyártottak benne, az első világháború alatt a fegyver- és lőszergyártás vált a resicai gyárak fő profiljává.
1918 novemberében bevonult a szerb hadsereg, amelyet januárban francia megszálló erők váltottak fel. Március 27-én egy Adolf Roth nevű, munka közben meghalt munkás temetése a francia megszállás elleni tüntetéssé változott, amelyen Otto Müller és Bálint Miklós gyárigazgatók is részt vettek. Június 3-án vonult be a román hadsereg. A StEG Romániához került vagyonából 1920-ban létrehozták az UDR-t (Resicai Üzemek és Birtokok). A két világháború között a román hadsereg számára gyártottak itt hadianyagot. 1923-ban újraindították a gőzmozdonygyártást, az új gyár 1944-ig 557 gőzmozdonyt gyártott. 1924-ben Romániában elsőként gyártottak olajfúró tornyot, majd rendszeresítették a kőolajbányászati berendezések gyártását a romániai olajmezők számára. 1929-ben nyilvánították várossá. A két világháború között a romániai szociáldemokrácia egyik fellegvárának számított. 1926-ban hat hetes sztrájk színhelye volt, az 1932-es községi választásokon pedig 67%-ot szerzett a szociáldemokrata párt. 1935-ben az UDR Románia legnagyobb ipari üzeme volt, 12 838 alkalmazottal (közülük Resicán mintegy hatezren dolgoztak). Ebben az időben a helyi magyarság kulturális életét a Resicai Magyar Kulturegylet fogta össze.
Az első világháború előtti 122 ezer tonnás éves acéltermelést 1943-ra 234 ezer tonnára növelték. A Hermann Göring Werke a részvények többségének megszerzésével 1941-ben gyakorlatilag átvette a resicai acélművek irányítását, igazgatójává egy birodalmi németet neveztek ki. A második világháború alatt ismét főleg fegyvert és lőszert gyártott.
1944-ben megépült a várost Aninával összekötő keskeny vágányú vasút, amely azonban csak az 1960-as évekig működött. Német lakosságát 1945-ben kényszermunkára hurcolták, közülük 460-an haltak meg a Szovjetunióban vagy odafelé a vonaton. A mozdonygyár háborús jóvátétel címén 1946 és 54 között 24 széles nyomtávú mozdonyt készített a Szovjetunió számára. 1946-ban megkezdték a 150 000-es mozdonyok gyártását. Üzemei 1947-ben már tizenháromezer főt foglalkoztattak.
Gyárait 1948-ban államosították. A vas- és acélművek és a gépgyár 1954-ig szovjet vezetés alatt állt. 1949-ben leválasztották, majd 1955-ben elhelyezték a városból a kőolajipari gépeket gyártó egységet. A szocializmus alatt teljesen átalakították a városképet. Az egykori Németresica nagy részét és Románresica szinte egészét lerombolták, utóbbi helyén az 1970-es és 80-as években új városközpontot építettek. A sokszorosára duzzadó lakosság elhelyezésére új negyedeket kellett létesíteni, és a város az egyetlen lehetséges irányba, észak felé terjeszkedett. Először a mai városközponttól északnyugatra fekvő Lunca Pomostului negyedet építették föl az 1950-es években, majd az évtized végén a Morásza (Moroasa) negyedet a hegy lábánál. 1961-ben kezdték meg az addig Kölnikhez tartozó területen a Govondár (Govândari, hivatalos nevén Lunca Bârzavei) negyed kiépítését, amely mára a korábbi várossal megegyező méretű, és négy lakótelepből áll. A hetvenes években egy második ütemben bővítették a morászai negyedet, 1972 után a korábbi Románresica Berzava bal parti részén fölépítették az új városközpontot (Centrul Civic), a nyolcvanas években pedig már a Berzava jobb partján is épültek tömbházak.
Az acéltermelésnek addig gátat szabott a környéken bányászható vasérc és a kokszolható kőszén mennyisége. A tervgazdálkodás időszakában, kezdetben szovjet, majd egyéb vasérc- és kokszimport segítségével egymillió tonna fölé tornászták föl az éves acéltermelést. Az ötvenes években lecsapolták a Mociur határrészt, és acél-, vas- és színesfémöntödét építettek rajta fel. 1962-re létrehozták a Berzava víztározórendszerének újabb elemét, a Székuli víztározót. 1964-ben készült el a Dománba vezető drótkötélpálya, amely a Kereszt-hegy nyugati oldalán halad el és 1992-használták. (A létesítmény a város egyik jelképévé vált.)
A Metalul Reșița csapata 1954-ben megnyerte a román labdarúgó kupát. 1958-ban a hídgyártást áthelyezték Boksánbányába. 1961-ben megszüntették a gőzmozdonyok gyártását, viszont 1960-tól motorokat gyártottak dízelmozdonyok számára. 1962-től itt állították elő a romániai vízerőművi turbinákat. 1968-ban municípiummá és az akkor létrehozott Krassó-Szörény megye székhelyévé nyilvánították. Az 1980-as években megkezdték a kokszolómű korszerűsítését, mert az acélgyártás energiaproblémákkal küzdött. 1989-re az acélművek és a többi üzem több mint húszezer főt foglalkoztatott, de rendkívül rossz hatékonysággal működött. A zsil-völgyi és az aninai szén csak az energiaszükséglet tizedét tudta biztosítani, a többit importból szerezték be, illetve kisebb részt vízenergiával pótolták. 1994-ben leállt a kokszolómű, majd a kohászat is, és az ezredfordulóra ötezer főre csökkent a nehéziparban dolgozók száma. A vas- és acélkohászati műveket második nekifutásra sikerült privatizálni: az orosz TMK vette meg, egy euróért.
A helyi magyarság kulturális életében a Platanus Magyar Kultúregyesület játszik szerepet.

## Demográfia

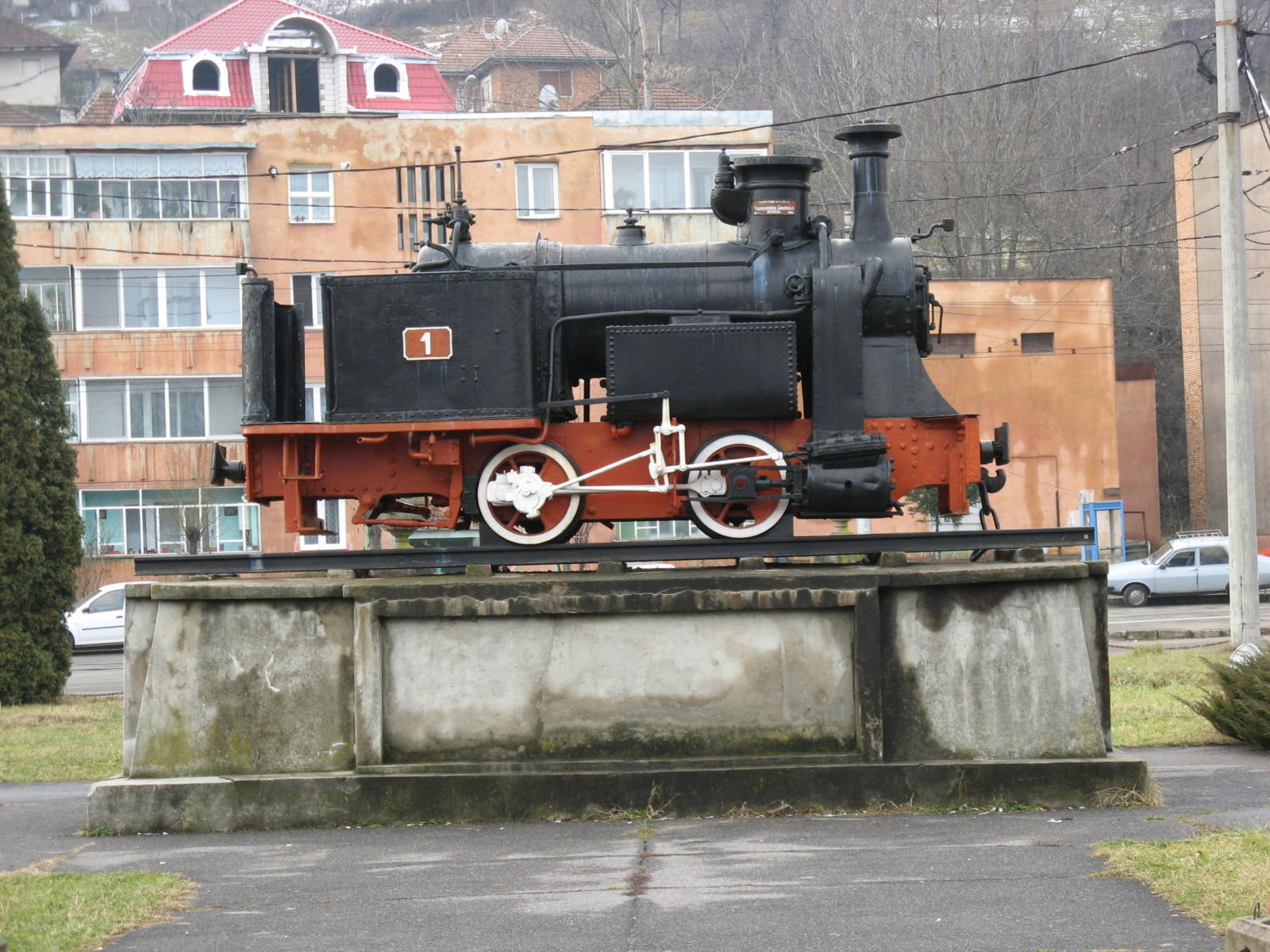
A Resicza, az első Resicabányán gyártott mozdony

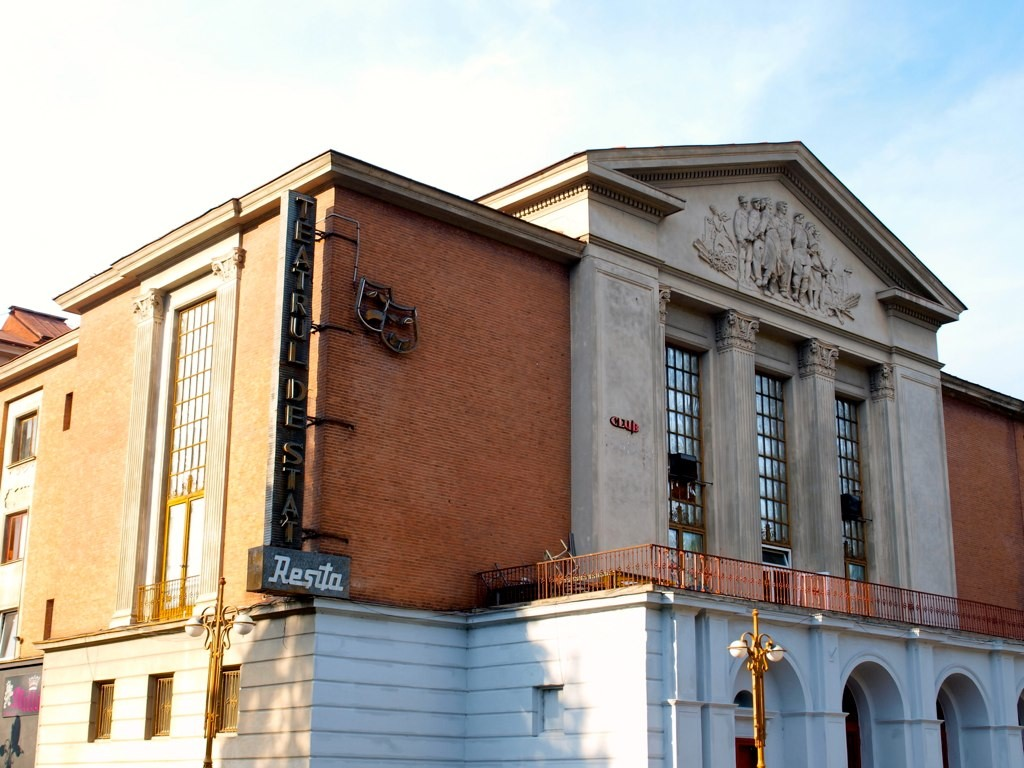
Művelődési ház (volt munkásotthon, 1936-ban a helyi születésű budapesti építész, Max Müller/Müller Miksa tervei alapján épült)

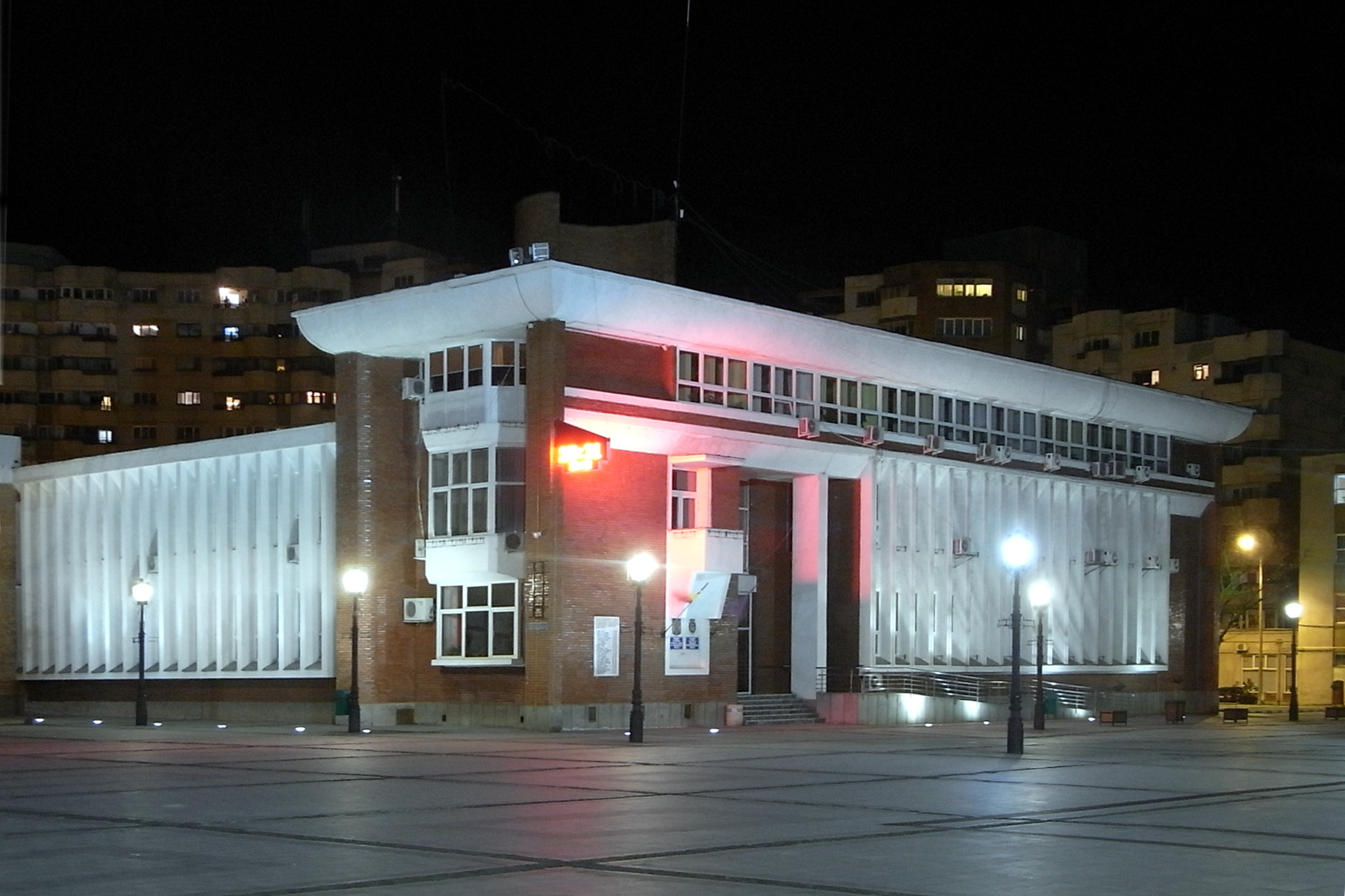
Városháza

- 1880-ban Resicabányán és Románresicán 6569 fő követte a római katolikus, 2129-en az ortodox, 304-en az evangélikus, 163-an a görögkatolikus, 126-an a református és 72-en a zsidó vallást.
- 2002-ben lakosai közül 67 179 vallotta magát ortodox,[12] 6231 római katolikus, 1735 baptista, 1706 pünkösdi, 1076 református és 973 görögkatolikus vallásúnak.

## Látnivalók, érdekességek
- A Havas Boldogasszony római katolikus templom 1846 és 53 között épült.
- A volt románresicai ortodox templom 1872-ben épült. Az új városközpont tervezésekor állítólag maga Nicolae Ceaușescu adott utasítást lerombolására, hogy a város főterén ne álljon templom. A városi vezetők azonban 1985-ben síneken vontatták ötven méterrel arrébb, és egy tömbházzal takarták el.
- A város felett 1903–04-ben épített Grebla-vízerőmű ma is az eredeti Pelton–Ganz-turbinával működik.
- A Hegyi Bánát Múzeuma gyűjteménye a környék ásványaira, ipartörténetének dokumentumaira, néprajzára, képzőművészetére és régi román könyvekre terjed ki.[13]
- Az 1972-ben létesített, szabadtéri mozdonymúzeumban tizenhat mozdony látható. Az első Resicán készült mozdonyon, az 1872-es Resiczá-n, a StEG bécsi gyárában 1909-ben készült, erdei vasutakon használt CFF 704–209-en és a Henschel gyár 1921-es 50 025-jén kívül az 1923 és 1961 közötti resicai mozdonygyártás felújított termékei.[14]
- A Kereszt-hegy tetején az 1848-as harcokban elesett Georg Herglotz emlékére 1874-ben állított vaskereszt, amelyhez kálvária vezet. 1848 decemberében a védők a hegy tetején állították fel ágyúikat. A helyi hagyomány szerint a kereszt védte meg a várost a bombázásoktól a II. világháborúban. A hegy nevét a kommunista időszakban Dealul Crucii-ról ('Kereszt-hegy') Dealul Maré-ra ('Nagy-hegy') változtatták.[3]
- A Paul Iorgovici Megyei Könyvtár (Str. Paul Iorgovici 50.) a 19. század utolsó negyedéből való egykori Friedmann-házban működik.[15]
- Koch-villa (1900, Str. Bega 1), az 1771-ben ásott ipari csatorna (Schmelzgraben) beömlésénél.
- A mór stílusú zsinagóga (Strada Mihai Viteazu 8.) 1907-ben (más forrás szerint 1914-ben) épült. A (neológ irányzatú) resicai zsidó hitközségről az első adat 1870-ből való.[16]
- A volt görögkatolikus templom, a mai ortodox esperesi templom 1908-ban épült.
- A Diaconovici-Tietz Líceum az egykori magyar állami fiúpolgári jogutódja. Impozáns épülete 1912-től egészen 35-ig készült. Német tannyelvű osztályok minden szinten és magyar nyelvű alsó tagozat működnek benne.[17]
- Az 1937-ből való Berzava-híd („Podul de la vamă”) Románia első hegesztett hídja.
- Az 1945-ben deportált németek 1995-ben, Hans Stendl készítette emlékműve az egyetlen ilyen emlékmű Romániában.
- A városnak állandó társulattal rendelkező színháza is van, a Resicabányai Nyugati Színház.
- Micul Sodul-barlang

## Oktatás
A városban egy egyetem (Eftimie Murgu Egyetem, műszaki és közgazdasági–közigazgatási karral) és tíz középiskola (egy főgimnázium, három elméleti líceum, művészeti líceum, baptista líceum, közgazdasági kollégium és három ipari iskolacsoport) működik. Krassó-Szörény megyében egyedül itt (a Diaconovici-Tietz Líceumban) folyik magyar nyelvű általános iskolai oktatás.

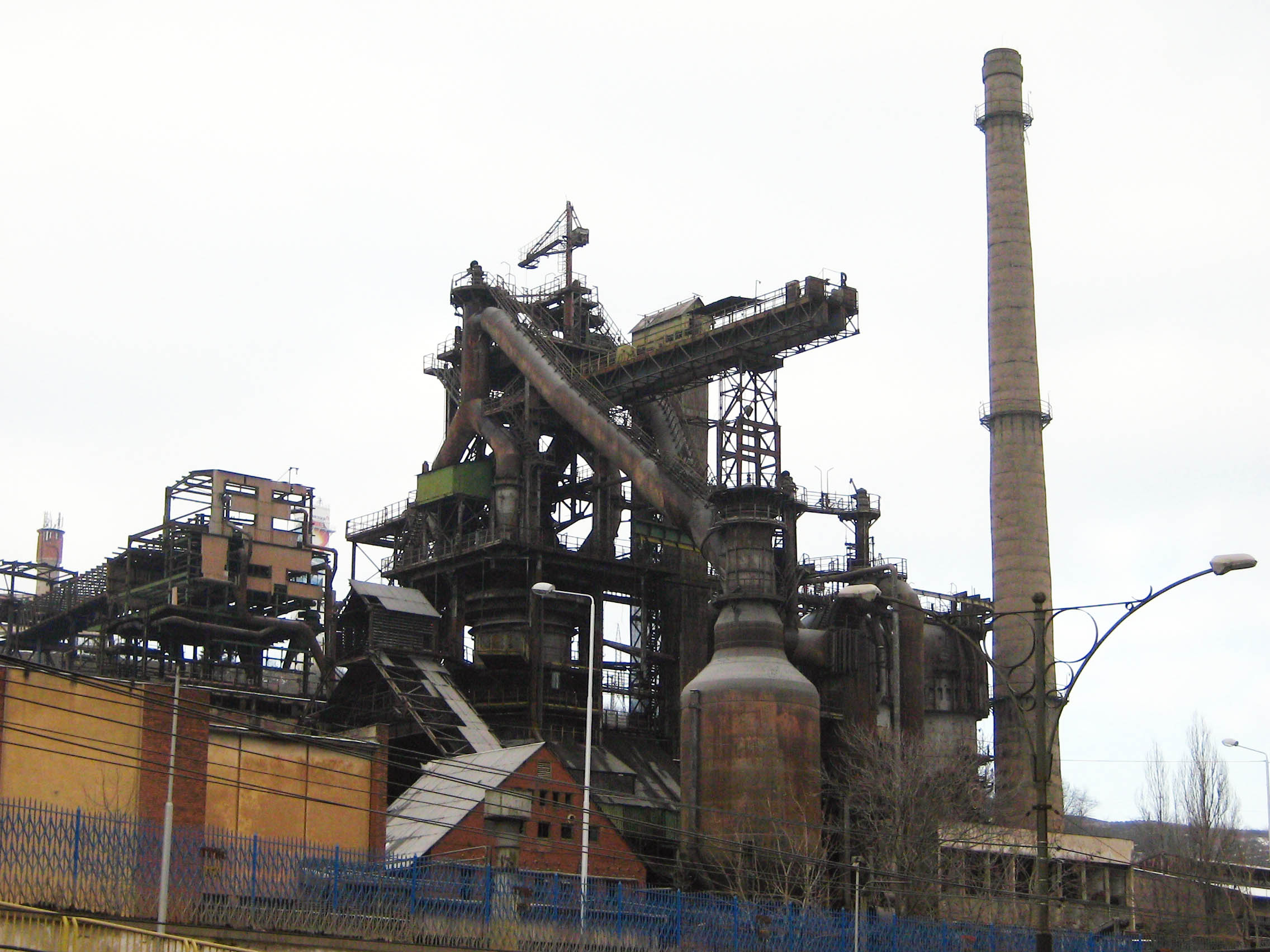
Az utolsó működő resicai nagyolvasztó

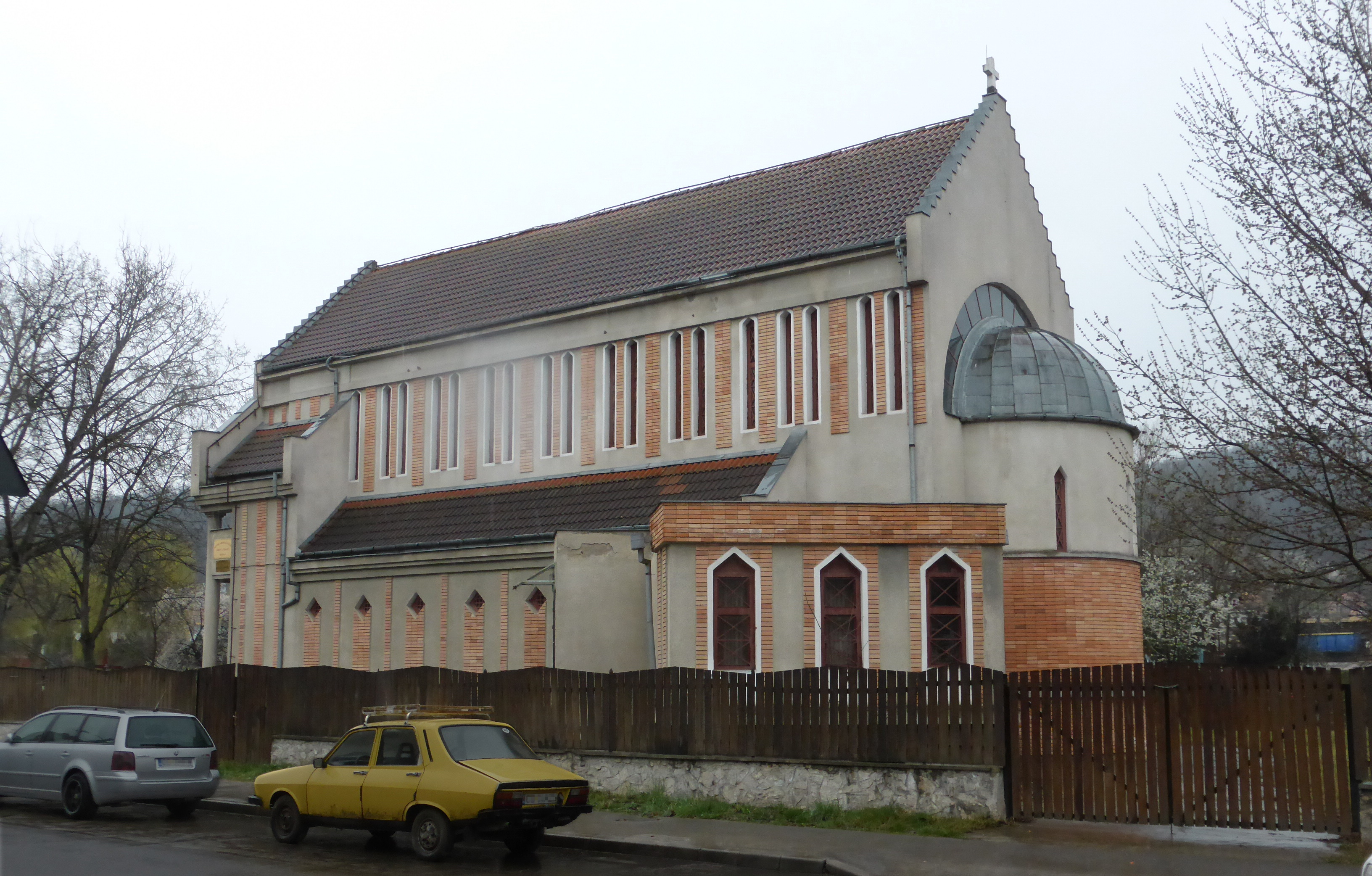
Görögkatolikus templom

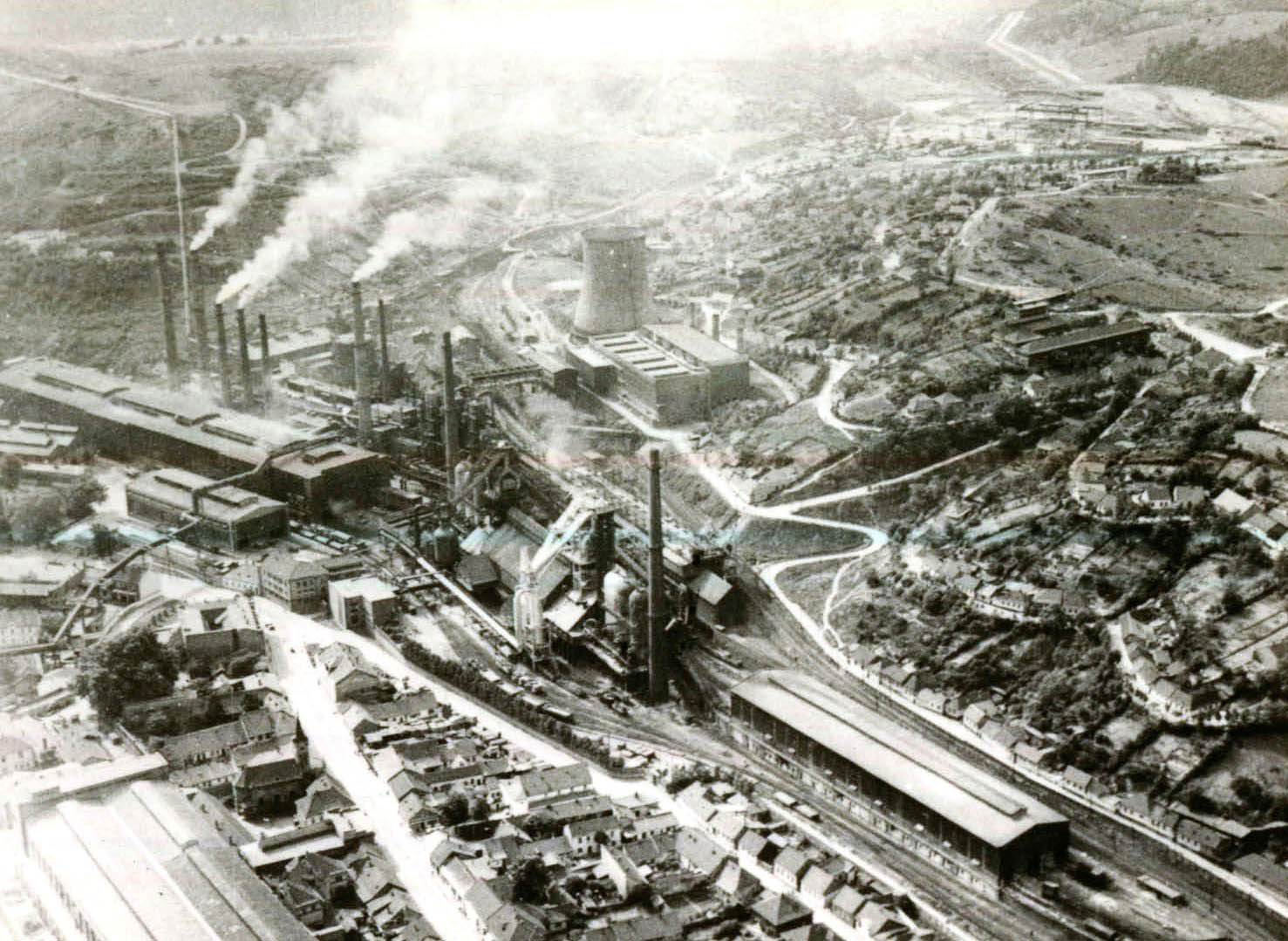
Az acélmű 1970-ben

## Itt születtek
- 1842-ben Farkas Károly szociáldemokrata politikus, a hűtlenségi per egyik fővádlottja
- 1856-ban Totth Róbert hídépítő mérnök
- 1867-ben Julius Meier-Graefe német esztéta
- 1874-ben Reuter Camillo pszichiáter
- 1881-ben Bánsághi Vince festő
- 1898-ban Grosz Dezső jogász, műfordító
- 1906-ban Czakó József labdarúgó
- 1927-ben Sarkadi Mihály András grafikus
- 1928-ban Károlyi Dénes történész
- 1933-ban Ciprian Foiaș matematikus
- 1938-ban Takács Mária televízió-bemondónő
- 1952-ben Rolf Bossert író
- 1952-ben Werner Stöckl világbajnok kézilabdázó
- 1960-ban Teodora Ungureanu tornász
- 1975-ben Florin Șerban filmrendező
- 1980-ban Cristian Chivu labdarúgó

## Testvérvárosa
- Moncton, Kanada